# Zajta, Szabolcs-Szatmár-Bereg
Zajta  este un sat în districtul Fehérgyarmat, județul Szabolcs-Szatmár-Bereg, Ungaria, având o populație de 502 locuitori (2011). 

## Demografie
Componența etnică a satului Zajta
     Maghiari (73,31%)
     Germani (12,95%)
     Romi (11,75%)
     Români (1,2%)
     Ucraineni (0,8%)
Componența confesională a satului Zajta
     Reformați (40,05%)
     Greco-catolici (23,88%)
     Romano-catolici (20,65%)
     Fără religie (1,74%)
     Necunoscută (13,68%)
     Alte religii (1%)
Conform recensământului din 2011, satul Zajta avea 502 locuitori. Din punct de vedere etnic, majoritatea locuitorilor (73,31%) erau maghiari, existând și minorități de germani (12,95%), romi (11,75%) și români (1,2%). Nu există o religie majoritară, locuitorii fiind reformați (40,05%), greco-catolici (23,88%), romano-catolici (20,65%) și persoane fără religie (1,74%). Pentru 13,68% din locuitori nu este cunoscută apartenența confesională.